# Tony Burrows
Anthony "Tony" Burrows, född 14 april 1942 i Exeter, Devon, är en brittisk sångare. 
Han har beskrivits som 70-talets troligen störste popsångare, även om många inte känner igen namnet (däremot rösten). Burrows är den ende sångaren genom tiderna som har haft fyra låtar (med fyra olika grupper) placerade på topplistorna inom en fyramånadersperiod. 
Namnet på grupperna kan ha fallit i glömska, men inte låtarna; till exempel "Love Grows (Where My Rosemary Goes)" med Edison Lighthouse, "My Baby Loves Lovin' " med White Plains, "Beach Baby" med First Class, "United We Stand" med Brotherhood of Man, "Let's Go To San Francisco" med The Flower Pot Men och "Gimme Dat Ding" med The Pipkins. 
Burrows var också med i gruppen The Kestrels, som turnerade med The Beatles vid ett par tillfällen. Han har även varit med i The Ivy League, ett av Englands större band i mitten av 60-talet. Burrows sjöng också den berömda reklamelåten för Coca-Cola, "I'd Like To Teach The World To Sing", och har också körat bakom till exempel Elton John.

## Diskografi (urval)
Solosinglar
- 1970 – "Every Little Move She Makes" / "I've Still Got My Heart, Joe"
- 1970 – "Melanie Makes Me Smile" / "I'll Get Along Somehow Girl"
- 1971 – "The Humming Song" / "Recollections"
- 1971 – "Hand Me Down Man" / "Country Boy"
- 1972 – "Rhythm Of The Rain" / "Home Lovin' Man"
- 1973 – "Take Away The Feeling" / "Lazy Weekend"
- 1976 – "Oh My Jo" / "Girl Youve Got Me Going"
- 1976 – "When My Little Girl Is Smiling" / "What Ya Gonna Do About Him"